# Seo Dong-myung
Seo Dong-myung (en coreano: 서동명; nacido el 4 de mayo de 1974 en Samcheok, Gangwon) es un exfutbolista y actual entrenador surcoreano. Jugaba de guardameta  y su último club fue el Busan I'Park de Corea del Sur. Actualmente es entrenador de arqueros en la Selección de fútbol sub-17 de Corea del Sur.
Seo desarrolló su carrera en varios clubes, entre los que se encuentran Ulsan Hyundai Horang-i, Sangmu (ejército), Jeonbuk Hyundai Motors y Busan I'Park. Además, fue internacional absoluto por la Selección de fútbol de Corea del Sur, así como también a nivel sub-23. Disputó la Copa Mundial de la FIFA 1998, además de los Juegos Olímpicos de 1996.

## Trayectoria

### Clubes como futbolista
| Club                      | País          | Año         |
| ------------------------- | ------------- | ----------- |
| Ulsan Hyundai Horang-i    | Corea del Sur | 1996 - 1997 |
| Sangmu (servicio militar) | Corea del Sur | 1998 - 1999 |
| Jeonbuk Hyundai Motors    | Corea del Sur | 2000 - 2001 |
| Ulsan Hyundai Horang-i    | Corea del Sur | 2002 - 2006 |
| Busan I'Park              | Corea del Sur | 2007 - 2008 |

### Selección nacional como futbolista
| Selección | País          | Año         |
| --------- | ------------- | ----------- |
| Sub-23    | Corea del Sur | 1994 - 1996 |
| Absoluta  | Corea del Sur | 1995 - 1998 |

### Clubes como entrenador
| Selección                                      | País          | Año         |
| ---------------------------------------------- | ------------- | ----------- |
| Gangwon F.C. (entrenador de arqueros)          | Corea del Sur | 2008 - 2011 |
| Sangju Sangmu (entrenador de arqueros)         | Corea del Sur | 2012        |
| F.C. Seoul Youth Team (entrenador de arqueros) | Corea del Sur | 2013        |
| Pohang Steelers (entrenador de arqueros)       | Corea del Sur | 2016 - 2017 |

### Selección nacional como entrenador
| Selección                       | País          | Año         |
| ------------------------------- | ------------- | ----------- |
| Sub-17 (entrenador de arqueros) | Corea del Sur | Desconocido |

## Estadísticas

### Como futbolista

#### Selección nacional
Fuente:
| Selección de Corea del Sur | Selección de Corea del Sur | Selección de Corea del Sur |
| Año                        | Part.                      | Goles                      |
| -------------------------- | -------------------------- | -------------------------- |
| 1995                       | 3                          | 0                          |
| 1996                       | 0                          | 0                          |
| 1997                       | 9                          | 0                          |
| 1998                       | 9                          | 0                          |
| Total                      | 21                         | 0                          |

##### Vallas invictas internacionales
| No | Fecha                   | Sede                   | Oponente   | Resultado | Competición                                          |
| -- | ----------------------- | ---------------------- | ---------- | --------- | ---------------------------------------------------- |
| 1. | 19 de febrero de 1995   | Hong Kong              | China      | 0-0       | Copa Dinastía 1995                                   |
| 2. | 23 de abril de 1997     | Pekín, China           | China      | 2-0       | Partido Anual Corea-China                            |
| 3. | 28 de mayo de 1997      | Daejeon, Corea del Sur | Hong Kong  | 4-0       | Eliminatorias para la Copa Mundial de Fútbol de 1998 |
| 4. | 30 de agosto de 1997    | Seúl, Corea del Sur    | China      | 0-0       | Partido Anual Corea-China                            |
| 5. | 6 de septiembre de 1997 | Seúl, Corea del Sur    | Kazajistán | 3-0       | Eliminatorias para la Copa Mundial de Fútbol de 1998 |
| 6. | 27 de enero de 1998     | Bangkok, Tailandia     | Egipto     | 2-0       | King's Cup 1998                                      |
| 7. | 29 de enero de 1998     | Bangkok, Tailandia     | Tailandia  | 2-0       | King's Cup 1998                                      |
| 8. | 7 de marzo de 1998      | Tokio, Japón           | Hong Kong  | 1-0       | Copa Dinastía 1998                                   |

##### Participaciones en fases finales
| Torneo                         | Sede    | Resultado    | Partidos | Goles |
| ------------------------------ | ------- | ------------ | -------- | ----- |
| Juegos Olímpicos de 1996       | Atlanta | Primera fase | 3        | 0     |
| Copa Mundial de Fútbol de 1998 | Francia | Primera fase | 0        | 0     |